# Bezen Perrot
Bezen Perrot (auch als Der bretonische Waffenverband der Waffen-SS bezeichnet) war eine Einheit bretonischer Nationalisten, die 1944 vom Sicherheitsdienst (SD) in der Bretagne als Hilfstruppe eingesetzt wurde. Vorgängerorganisation war die bretonisch-nationalistische Lu Brezhon (Bretonische Armee), die wiederum aus Kadervenn hervorgegangen war.

## Vorläuferorganisationen

### Kadervenn
Im Jahr 1936 gründete der militante bretonische Nationalist Célestin Lainé nach dem Modell der IRA mit einem Dutzend Gleichgesinnter die Kadervenn als paramilitärische Organisation und Keimzelle einer künftigen bretonischen Armee. Die Organisation trainierte neu aufgenommene Mitglieder und hielt 1937 in den Monts d’Arrée und 1938 in den Landes de Lanvaux paramilitärische Übungen ab. Bis zum Jahr 1938 hatte sich die Anzahl der Mitglieder verdoppelt. Im gleichen Jahr gründete die Kadervenn einen Nachrichtendienst, den Service Spécial. Dieser übernahm in der Nacht vom 8. zum 9. August 1939 eine Waffenladung, die mit dem Fischerboot Gwalarn an die bretonische Küste geschmuggelt worden war.

### Lu Brezhon
Anlässlich eines Treffens bretonischer Nationalisten in Pontivy am 3. Juli 1940 besetzte Lainé mit seinen Anhängern das dortige Château des Rohan, um es als Standquartier seiner künftigen bretonischen Legion (ca. 40 Personen, statt Kadervenn unter dem Namen Lu Brezhon) zu nutzen. Da das Schloss am 24. Juli 1940 von erbosten Einwohnern Pontivys angegriffen wurde, wurde als neues Quartier das Manoir de Ker Riou in Gouézec, Département Finistère, gewählt. Auch dort stieß die Anwesenheit und das Verhalten der Gruppe auf die offene Ablehnung der einheimischen Bevölkerung. Lainé wurde deshalb von Olier Mordrel vorgeladen, der ihn daran erinnerte, dass sein Verband immer noch zur Parti national breton (PNB) gehörte und deren Weisungen unterstand. Vor allem sollte sich das Verhalten der Gruppe in der Öffentlichkeit ändern und in Gouézec wieder Ruhe und Frieden einkehren. Als Lainé sich der Kontrolle Mordrels verweigerte, drohte dieser zunächst, die Zuschüsse der PNB an die Gruppe zu reduzieren und beendete schließlich die Versorgung dieses Service Spécial. Lainé entließ daraufhin seine Truppe und zog mit wenigen Anhängern weiter nach la Trinité-sur-Mer, Département Morbihan. Von dort aus wurde im Dezember 1940 begonnen, in kleineren Ortschaften überall in der Bretagne Waffen zu sammeln. Nachdem genügend Waffen und Sprengstoffe verfügbar waren, begann Lainé ab Anfang 1941 die Organisationsstruktur für eine künftige Armée de Libération de la Bretagne (bretonische Befreiungsarmee) aufzubauen. Der Führungsstab (pendall) befand sich in Rennes. Die Armee war in eine Anzahl Basiseinheiten (bodoù) aus jeweils 5 Männern unterteilt, die unter dem Befehl eines caporal-chef (kentour) standen. Jeweils 4 bodou bildeten ein ker, an dessen Spitze ein Leutnant (kerrenour) stand. Unter der Führung örtlicher Vertreter war mehr als ein Dutzend Anwerbungs- und Schulungsstellen vor allem in der Bretagne verteilt: Rennes, Nantes, Quimper, Saint-Brieuc, Vannes, Lannion, Guingamp, Ploërmel, Châteauneuf-du-Faou, Landerneau, Plouguerneau, Landivisiau und Paris. Außerdem gab es noch eine „Sicherungsgruppe“ (Kevrenn ar Surentez) zur Sicherung und zum Schutz der Armée secrète sowie mit Sitz in Saint-Brieuc ein Militärgericht unter dem Vorsitz eines bekannten Rechtsprofessors und fanatischen Anhängers des nationalisme breton. Die Rolle Lainés selbst und seiner Unterführer bestand vor allem darin, Freiwilligen für den nächsten bretonischen Aufstand auf der Grundlage der Infanterie- und Kavallerie-Handbücher der französischen Armee eine militärische Ausbildung zu geben. Die Schulung im schnellen und genauen Ausführen von Befehlen orientierte sich dabei an der Ausbildung in der irischen IRA.

### Bagadoù Stourm
Im Lauf des Jahres 1941 beauftragt die Parti National Breton Célestin Lainé und seine Offiziere bei der Lu Brezhon mit der militärischen Schulung ihres Ordnungsdienstes, dem Bagadou Stourm unter der Führung von Yann Goulet. An jeweils einem Wochenende pro Monat bilden die Führungskräfte der Lu Brezhon in ihren Schulungszentren junge nationalistische Rekruten. Lehrinhalte sind die theoretische Ausbildung – Ausbildung in Morsefunk, Schießunterricht – Umgang mit Kampfgasen – praktische Übungen. Der Einfluss der Gruppe um Lainé auf die Mitglieder des Bagadou Stourm führte bald zu heftigen Spannungen. Der Leiter des Ordnungsdienstes, Yann Goulet, sah sich schließlich veranlasst, Lainé daran zu erinnern, dass „Unterrichten und Führen zwei verschiedene Dinge sind“, und dass es in einer militärischen Ausbildung nicht zulässig sei, dass „ein Ausbilder sich Befehlsgewalt anmaßt“. Der Führer der Parti National Breton, Raymond Delaporte (Nachfolger von Olier Mordrel) und Goulet setzten sich schließlich als maßgebliche Autoritäten des Ordnungsdienstes durch. Seit dieser Zeit standen sich die Angehörigen der Lu Brezhon und die Freiwilligen des Bagadou bis zur Bildung der Bezen Perrot mit offenem Misstrauen gegenüber. Im Juli 1941 beschlagnahmten deutsche Truppen das seit 1939 aufgebaute Waffenlager der Lu Brezhon.

### Bezen Cadoudal
Da er die abwartende Politik der PNB unter Raymond Delaporte ablehnte, stellte Lainé 1943 unter dem Namen Bezen Cadoudal eine Truppe von separatistischen Freiwilligen zusammen, die bereit waren, in deutscher Uniform nicht nur als Compagnie Bretonne en guerre contre la France (Bretonische Kompanie im Krieg gegen Frankreich) gegen Franzosen zu kämpfen, sondern auch gegen die anderen Feinde des Dritten Reichs. Einige junge Mitglieder des Bagadou Stourm ließen sich in der Überzeugung anwerben, im Sinne von Yann Goulet zu handeln; andere schlossen sich dagegen der Résistance in der Gegend von Saint-Nazaire an. Der Bezen Cadoudal wurde von Raymond Delaporte, der ihm jegliche nationale und rechtliche Grundlage absprach, nicht anerkannt und die Doppelmitgliedschaft in Bagadou Stourm und Bezen Cadoudal wurde von der Leitung der PNB dann auch rasch untersagt.

## Bezen Perrot
Am 15. Dezember 1943 gab sich der neu gegründete Bretonische Waffenverband auf Vorschlag eines ihrer Anführer, Ange Pierre Péresse, den Namen Bezen Perrot (Perrot-Miliz), zum Gedenken an Abbé Perrot, des am 12. Dezember 1943 von einem kommunistischen Widerstandskämpfer ermordeten Priesters und führenden Mitglieds der bretonischen Miliz. Die Kommunisten hatten ihn zuvor als Kollaborateur und Denunziant verleumdet.
Die Hälfte der ursprünglichen Mitglieder des Kadervenn (etwa ein Dutzend Männer) fanden sich auch noch in der Bezen Perrot. Die Stärke der Truppe überschritt wohl nie 100 Mann. Es handelte sich ganz überwiegend um junge Männer zwischen 18 und 25 Jahren, der älteste bekannte Milizangehörige war 37 Jahre alt. Bemerkenswert ist, dass etwa die Hälfte der Männer das Baccalauréat hatte bzw. kurz davor stand. Ihre weltanschaulichen Überzeugungen bewegten sich zwischen fanatischem Katholizismus und Atheismus. Gemeinsam waren ihnen bretonisch-nationalistische Ansichten.
1944 wurde die Gruppe in der Colombier-Kaserne in Rennes stationiert. Auftrag des Bezen Perrot war es, das Gebäude der Gestapo in Rennes und die darin Inhaftierten zu bewachen, Widerstandskämpfer zu verhören und hinzurichten, Verbände der Forces françaises de l’intérieur (FFI) und der kommunistischen Francs-tireurs et partisans (FTP) in Hinterhalte zu locken und anzugreifen sowie Sabotage- und Guerillagruppen aufzustellen für den Einsatz in den Gebieten, die von den Alliierten nach der Invasion bereits befreit worden waren. Die Männer trugen die grau-grüne Uniform des Sicherheitsdienstes mit der Totenkopf-Mütze. Militärisch unterstand die Gruppe dem Hauptscharführer Hans Grimm, Deckname Lecomte, vom Sicherheitsdienst (SD) in Rennes. Die direkte Leitung bei den Einsätzen gegen Widerstandskämpfer lag bei dem Obersturmbannführer Hartmut Pulmer. Der aktive Einsatz der Bezen Perrot dauerte insgesamt nur etwa sechs Monate.

### Auf der Flucht
Schon ab Juni 1944 hatten wichtige Personen der französischen Kollaboration begonnen, sich nach Deutschland abzusetzen. Am 1. August sammelten sich die einzelnen Gruppen der Bezen in Rennes und nach Verhandlungen mit Pulmer machte sich am Abend des 1. August ein erster Trupp von 30 Angehörigen der Bezen zusammen mit einer Gruppe von Gestapo-Angehörigen auf den Weg nach Osten. Am 2. August folgte der Rest der Truppe zusammen mit anderen bretonischen Nationalisten und Separatisten, kurz bevor am 3. August 1944 das amerikanische VIII. Armeekorps das von der Wehrmacht aufgegebene Rennes besetzte. Im Großraum Paris kam es zu zahlreichen Desertationen: einige Milizionäre schlossen sich der FTP an, andere der FFI und wieder andere zogen einfach Zivilkleidung an und tauchten unter.
Célestin Lainé und die Überreste des Bezen Perrot erreichten über das Elsass im Oktober 1944 Oedsbach bei Oberkirch in Baden. Dort wurden den Männern SS-Dienstgrade und Dienstabzeichen verliehen. Der Leiter der Leitstelle Südwest des Reichssicherheitshauptamtes (RSHA), Hermann Bickler, versuchte die Gruppe für den Wiedereinsatz auf französischem Gebiet zu reaktivieren. In Anbetracht der ständig vorrückenden Alliierten zog sich die Gruppe aber schließlich nach Tübingen zurück. Die Mitglieder der Gruppe wurden dort vor die Wahl gestellt, bei der Abwehr an Ausbildungskursen zum Funker oder an Sabotagetrainings zur anschließenden Rückführung nach Frankreich teilzunehmen oder sich SS-Truppen unter Otto Skorzeny anzuschließen. Lainé und sein Führungsstab zogen sich im April 1945 nach Marburg zurück, wo sie von Leo Weisgerber und Friedrich Hielscher mit einem Unterschlupf und gefälschten Papieren versorgt wurden. Lainé lebte noch eine Zeitlang in Deutschland im Untergrund, bevor es ihm schließlich gelang, nach Irland zu entkommen. Die Mehrzahl der Milizionäre wurde nach Ende der Kampfhandlungen festgenommen, als sie versuchten, nach Frankreich zurückzukehren.

### Prozess
Der Fall Bezen Perrot und andere Fälle von Kollaboration wurden vor dem 1944 in Rennes eingerichteten Cour de Justice verhandelt. Dessen Zuständigkeiten wurden am 1. Februar 1951 an das Tribunal Permanent des Forces Armées in Paris übertragen, das mit der Revision aller Fälle beauftragt wurde. Von dem Dutzend Bretonen, die zwischen 1946 und 1948 noch in Deutschland im Exil lebten, wurden fünf in Abwesenheit zum Tode verurteilt. Einzelne konnten sich dauerhaft in Deutschland verbergen (z. B. Ange Pierre Péresse), den meisten gelang es jedoch wie Lainé, mit gefälschten Papieren nach Irland zu flüchten.